# Richárd Nagy
Richárd Nagy (né le 9 mars 1993 à Budapest en Hongrie) est un nageur slovaque, surtout spécialiste de nage libre.
Détenteur des records slovaques du 400 m, 800 m et 1500 m, il remporte la première médaille de la Slovaquie depuis 2008, en terminant deuxième du 400 m 4 nages lors des Championnats d'Europe de 2016 à Londres.